# Petr Linhart
Petr Linhart (* 3. února 1962 Kladno) je český písničkář, textař a skladatel. 
V letech 1979–1981 hrál a skládal v kapele Listy. Poté (v letech 1982–1985) působil jako kytarista ve slavné skupině Járy Ježka Čp.8. V roce 1986 spolu s Radimem Prokopem a Pavlem Ullmannem založil hudební skupinu, která později přijala název Majerovy brzdové tabulky hrající především jeho písničky. Je stále jejím členem spolu s Andreou Landovskou, Vítem Kahlem a Antonínem Bernardem. Spolupracoval také s Františkem Stralczynským a jeho kapelou Bonsai. Vystupuje sám nebo v duu s kytaristou Josefem Štěpánkem, a rovněž ve společném programu se slovenským duem Hmlisto. Jeho texty často obsahují náměty ze společné česko-německé historie a legend z česko-německého pomezí (jako příklad lze uvést píseň Annenruhe, pojednávající o nešťastné lásce Josefa Herknera a Anny Glaserové v obci Gruna na Moravskotřebovsku, tedy v bývalém sudetském českoněmeckém pohraničí).
Jako textař spolupracoval také s Janem Spáleným na albu ASPM Zpráva odeslána (2010), zhudebnil také dva texty Michala Horáčka na albu Český kalendář (2013). Spolupracoval s Františkem Segradem – album V paralelním vesmíru (2017). Spolupracuje s Lenkou Novou – alba Čtyřicítka (2016) a Dopisy (2020).
V roce 2022 se podílel na vzniku poesiomatu ve Skocích u Žlutic.

## Diskografie
- sólová
  - Sudéta (Indies Records, 2007) – nominace na žánrovou cenu Anděl 2007 v kategorii „folk a country“
  - Autobus do Podbořan (Indies MG, 2010)
  - Rozhledna (Galén, 2015) – nominace na žánrovou cenu Anděl 2015 v kategorii „folk a country“
  - Nezvěstní (Galén, 2020) – nominace na žánrovou cenu Anděl 2020 v kategorii „folk“
- s Čp.8
  - Porta '83 – LP, sampler 1984
  - Prolog života / Představy I – SP, 1984
  - Pochod snů / Představy II – SP, 1985
  - Tisíc dnů mezi námi – LP, sampler 1985
  - Jaroslav J. Ježek a Čp.8 – LP, 1991
  - Čerstvý vzduch – 2CD, 2001
- s Majerovými brzdovými tabulkami
  - Noční zprávy – demo, 1989
  - Místa častých zjevení – MC, 1992
  - Gabréta, 1996
  - Babí Jan, 1998
  - Místa častých zjevení, 2000
  - Ryba ryb, 2000
  - Salute Zappa!, sampler 2003
  - Pálava, 2004
  - Havěť všelijaká, sampler 2005
  - Noc ozvěn (live), 2008
  - Úplněk (koncert ze studia) – 2LP, 2024
- společný projekt s Hmlisto
  - Československá, 2022 – album získalo cenu Radio_Head Awards 2022 v katergorii „folk“
- Petr Linhart & Josef Štěpánek
  - To bylo to Kladno (Live), 2023

Dvě písničky zpívá a hraje také na albu Františka Stralczynského Na skleničku s Napoleonem, Lenkem a Linhartem (1993), jeho hra na mandolínu je slyšet také na albech Josefa Lábuse Morana (1996) a skupiny Bonsai Rozpad kolonií (1997).